# Kosmos 2540
Kosmos 2540, ruski vojni geodetski satelit iz programa Kosmos. Vrste je Geo-IK-2 (Musson-2 br. 13 L),  nove generacije vojnih i civilnih geodetskih satelita koje su zamijenile serije iz sovjetskih vremena Geo-IK i Sfera. Ove se satelite rabi za izraditi visoko precizne trodimenzijske zemljovide Zemljine površine i pratiti tektoniku ploča. Proizvodi ih ISS Rešetnev.
Lansiran je 30. kolovoza 2019. godine s kozmodroma Pljesecka s mjesta 133/3. Lansiran je u nisku orbitu oko planeta Zemlje raketom nosačem Rokotom-Briz-KM. Orbita je 945 km u perigeju i 958 km u apogeju. Orbitne inklinacije je 99,27°. Spacetrackov kataloški broj je 44517. COSPARova oznaka je 2019-057-A. Zemlju obilazi u 104,08 minuta. Mase je 1400 kg.
Nadomješta prvu, propalu misiju.
Opremljen je razmjestivim solarnim panelima i baterijama koji su mu izvori napajanja. Trebao bi ući u kružnu orbitu od 1000 km u perigeju i 1000 km u apogeju uz orbitni nagib 99,4°. Drugi od dvaju novih satelita planiranih za geodetska mjerenja Zemljina oblika, rotacije i gravitacijskog polja. Geo-IK 2 također je projektiran za sondirati tektonske ploče, plime i kretanja polova. Geodetska mjerenja su za vojne i civilne svrhe. Oblik i veličina Zemlje važni su ruskim obrambenim snagama za pomoć u praćenju satelita, globalnoj navigaciji i informaciji za izračun putanja projektila (. Ima radarski altimetar, laserske retro reflektore te prijamnik za Glonass i GPS.
Razgonski blok Briz-KM (14S45) ostao je u niskoj orbiti oko Zemlje.

## Vanjske poveznice
- N2YO.com Search Satellite Database (engl.)
- Celes Trak SATCAT Format Documentation (engl.)
- Kunstman  Arhivirana inačica izvorne stranice od 12. kolovoza 2019. (Wayback Machine) Satellites in Orbit (engl.)